# Plaza de Armas de Osorno
La plaza de Armas de Osorno, como indica su nombre, es la plaza de Armas de la ciudad chilena de Osorno en la Región de Los Lagos.
Actualmente es considerada el núcleo del centro de la ciudad, y sitio turístico. Ubicada en la manzana de las calles Eleuterio Ramírez, Manuel Matta, Juan Mackenna y Bernardo O'Higgins.

## Descripción y entorno

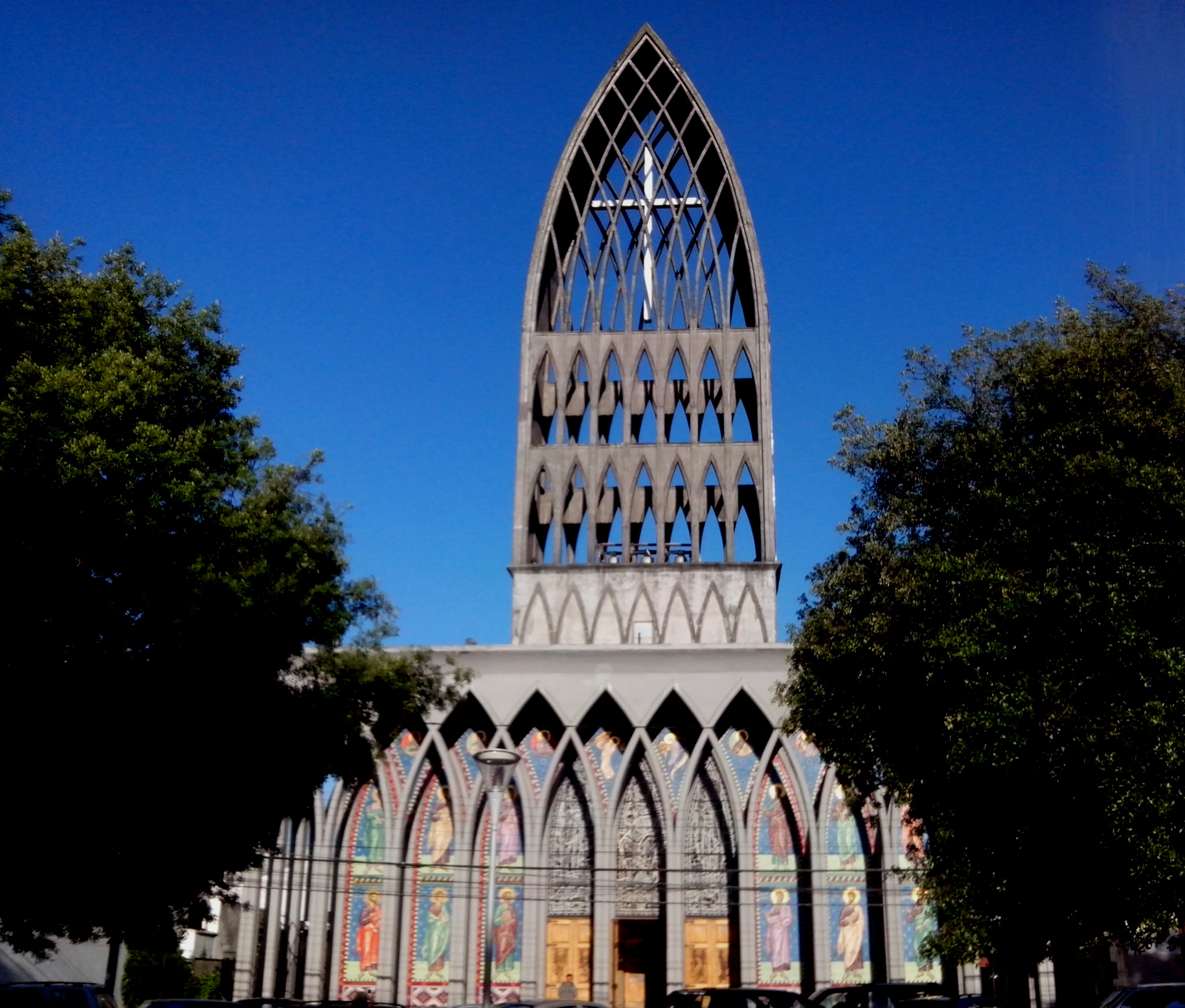
Catedral de San Mateo, vista desde la Plaza de Armas de Osorno.

La plaza de Armas de Osorno se encuentra en el centro de la ciudad, rodeada de los principales edificios públicos de la Ciudad y la Provincia, los que corresponden a la Catedral de San Mateo, la Municipalidad de Osorno y la Gobernación.

### Atracciones turísticas de la Plaza
Como parte de la decoración e infraestructura de la plaza, destaca: 
En su centro: 
- La "gran pileta y fuente de la plaza de Armas", la cual tiene una forma rectangular y posee un enorme espejo de agua, con iluminación nocturna, y grandes chorros de aguas de diferentes alturas.

En sus bordes:
- El Monumento al Toro.
- El Odeón.
- Los 4 monumentos militares (En donde destaca la estatua de Eleuterio Ramírez).

La Plaza igualmente destaca por sus espaciosas áreas verdes, las cuales poseen grandes árboles.
Además se caracteriza por destacar con las decoraciones y ornamentaciones que recibe en las fechas festivas del 18 de septiembre, y la Navidad (decoración de luces, que incluye un árbol navideño, un trineo, estrella; además de un pesebre (nacimiento) a tamaño real).

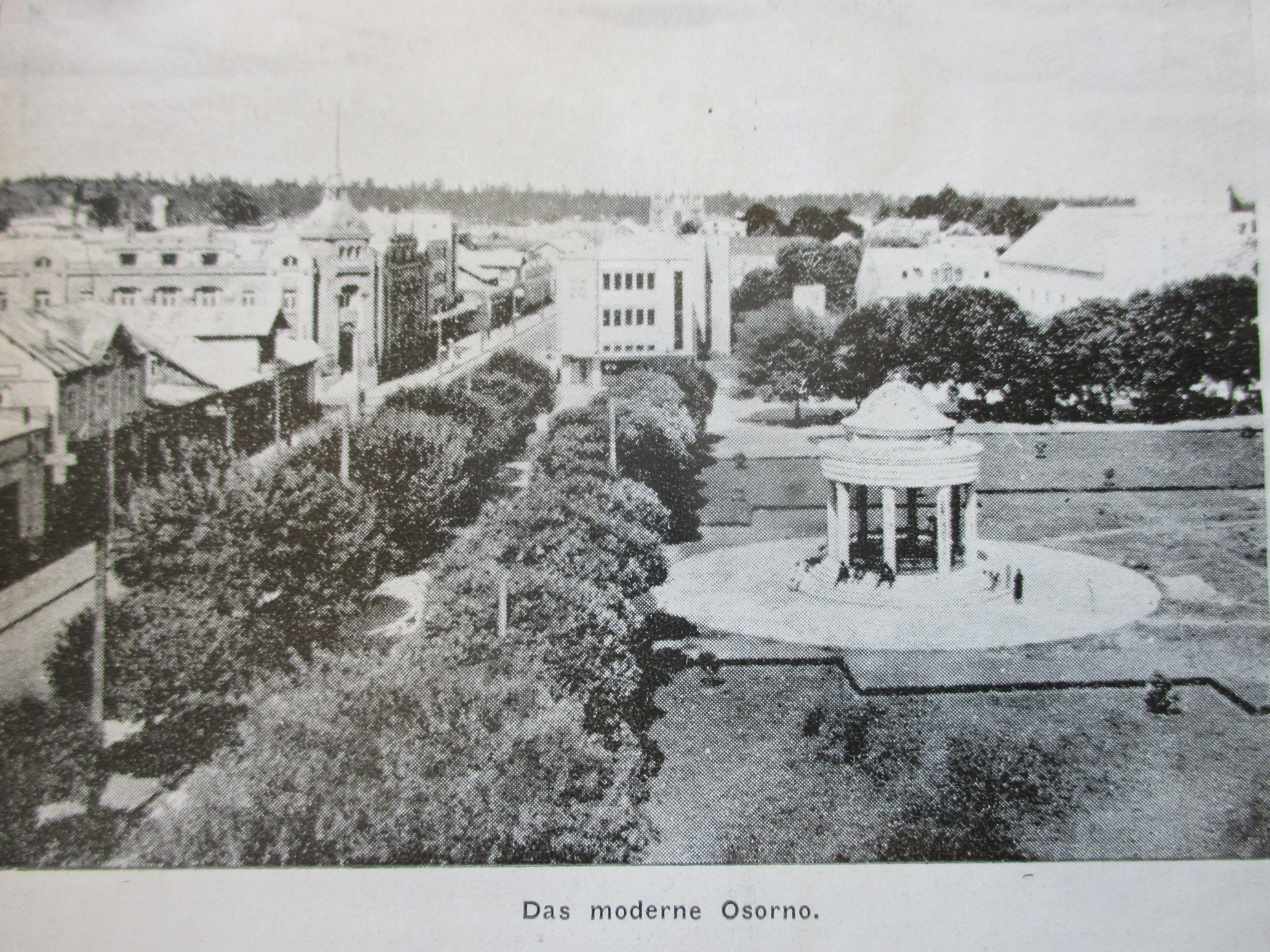
Plaza de armas Osorno Chile 1937. Fotografía de Otto Urban.

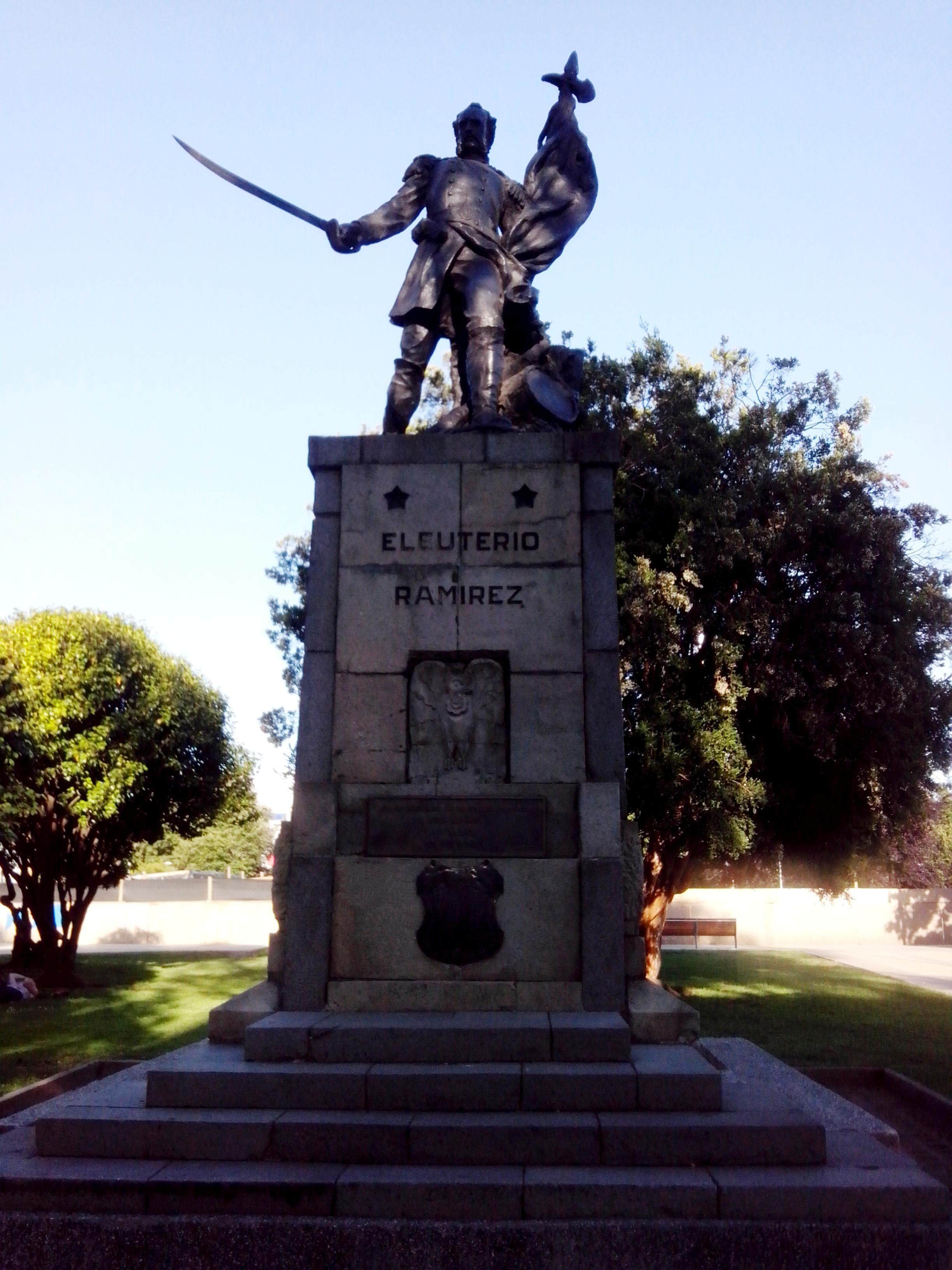
Monumento a Eleuterio Ramírez en la Plaza de Armas de Osorno.

## Historia
La plaza creada luego de la refundación de Osorno, nació con el objetivo de ser el núcleo de la reconstruida ciudad, en cuyo alrededores se construirían los edificios administrativos de la ciudad.

### Remodelaciones
A través de su historia la Plaza de Armas de Osorno ha recibido varias remodelaciones.
En el año 1930 se decidió remodelar completamente la plaza, la cual comenzó a llevarse a cabo en 1942. Esta tarea se le encomendó al arquitecto paisajista y urbanista Óscar Prager. En esta remodelación se cambió la estructura de la Plaza trazando caminos en dos ejes, en cruz, de oriente a poniente y de norte a sur. Posteriormente en la década de los 80 se realizaron otros cambios en los cuales se modificó gran parte del diseño original.
La última remodelación se realizó entre los años 2012 y 2013, en la cual se remodeló la "pileta de la Plaza de Armas de Osorno" con nueva iluminación a partir de un moderno sistema de luces led, y un nuevo sistema de bombas de agua que producen chorros de aguas de hasta 5 metros de altura; la cual la hace única, con esas características en el Sur de Chile.
En esta última actualización, también se actualizó su infraestructura (El odeón, con la instalación del escudo de Armas de la ciudad en su bajada, el recambio de mobiliario urbano (bancas e iluminación), reposición de las baldosas e instalación de dibujos e imágenes a ras de suelo representativas de la ciudad, el mejoramiento de soleras, recambio de aceras peatonales de las calles de alrededor de la plaza, habilitación de senderos especialmente destinados a las personas no videntes, habilitación de servicios higiénicos mediante la habilitación de baños públicos bajo suelo y sobre el cual, en la superficie, se habilitó la nueva oficina de turismo comunal); todo ello manteniéndose sus espaciosas áreas verdes por las cuales destaca.